# Hunkemöller International
Hunkemöller International ist ein niederländisches Bekleidungsunternehmen, das auf Dessous spezialisiert ist. Das Unternehmen wurde 1886 als Korsett-Fachgeschäft in Amsterdam gegründet und ist heute ein Multi-Channel-Retailer, mit über 7400 Mitarbeitern in 19 Ländern. Hunkemöller zählt zu den Branchenführern für Damenunterwäsche in den Benelux-Staaten.

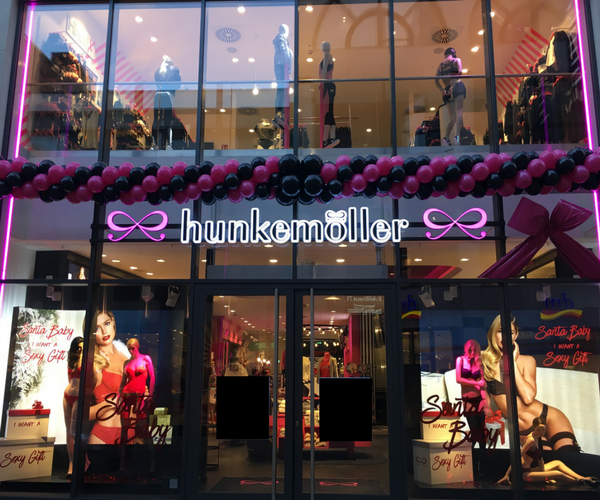
Hunkemöller-Filiale Köln Hohe Straße

## Geschichte
Wilhelm Hunkemöller (1858–1927), der aus Warendorf stammt, und seine Frau Josephina Lexis gründeten das Unternehmen 1886 als Fachgeschäft für Korsetts und Reifröcke in Amsterdam. Anfangs produzierten sie dort in einer eigenen Fabrik Korsetts. In den folgenden Jahren eröffnete das Familienunternehmen Filialen in Amsterdam, Rotterdam und Utrecht. 
1974 wurde das Unternehmen von Vendexdochter Confendex B. V., einer Tochtergesellschaft von Vroom & Dreesman B. V. aufgekauft. Dabei wurde der Firmenname von „Hunkemöller Lexis“ auf „Hunkemöller“ gekürzt. 1977 folgte die erste Filiale in Belgien, zehn Jahre später das erste Geschäft in Deutschland. Heute ist das Unternehmen in mehreren europäischen Städten und im Nahen Osten vertreten. Flagshipstores befinden sich in München, Stuttgart, Oberhausen, Düsseldorf, Amsterdam, Wien, Antwerpen und Rotterdam.
Seit dem 31. August 2016 wird die Marke von dem niederländischen Model Doutzen Kroes präsentiert. Doutzen gestaltete bereits eine Lingerie-, Sport- und Bademodenkollektion in Zusammenarbeit mit Hunkemöller. Davor war das Fotomodell und die Moderatorin Sylvie Meis das Gesicht der Firma.

## Unternehmensstruktur
Hunkemöller betreibt einen Multi-Channel-Vertrieb, der Filialen, Shop-in-Shops, E-Commerce und internationales Franchising umfasst. Das Unternehmen verfolgt seit 1979 ein Franchising-Programm.
Mittlerweile gibt es ca. 900 Hunkemöller-Geschäfte, in denen über 7400 Mitarbeiter beschäftigt sind. Seit Ende 2010 gehörte das Unternehmen zu PAI Partners, einer europäischen Private-Equity-Gruppe. 
Zuvor war es Teil von Maxeda, einem niederländischen Einzelhandelsunternehmen. Hunkemöller hat seinen Firmensitz in Hilversum. Im Jahr 2017 verzeichnete es einen Umsatz von 550 Millionen Euro. Das Unternehmen wurde Anfang 2016 von der Carlyle Group erworben.

## Auszeichnungen (Auswahl)
- 2016: Auszeichnung „Bester Online Shop“ in der Kategorie Unterwäsche & Dessous durch den Deutschland Test von Focus[10]
- 2016: Plux X Award „Deutschlands bester Händler 2016“ – Auszeichnung für die höchste Kundenzufriedenheit[11]